# Free Your Mind
Free Your Mind – nagroda ta przyznawana jest, aby uwrażliwić widzów w sprawach drażliwych, ważnych kwestiach społecznych, przypadkach łamania praw człowieka, praw politycznych i obywatelskich, ochrony środowiska promując tym samym organizacje pozarządowe jak i pojedyncze osoby, które zajmują się daną tematyką. Przyznana nagroda wiąże się również z pomocą finansową i kampanią medialną promującą zwycięzcę na wszystkich antenach międzynarodowego MTV.

## MTV Europe Music Awards
- Free Your Mind 1994: Amnesty International – organizacja pozarządowa monitorująca przypadki łamania praw człowieka na całym świecie
- Free Your Mind 1995: Greenpeace – organizacja pozarządowa promująca ochronę środowiska
- Free Your Mind 1996: The Buddies & Carers of Europe
- Free Your Mind 1997: Landmine Survivors Network (obecnie Survivor Corps) – ruch przeciwko minom przeciwpiechotnym
- Free Your Mind 1998: B92 – niezależne belgradzkie radio
- Free Your Mind 1999: Bono – działacz na rzecz umorzenia długów krajów afrykańskich
- Free Your Mind 2000: Otpor – jugosłowiańska, młodzieżowa organizacja przeciw reżimowi Miloszewicia
- Free Your Mind 2001: Treatment Action Campaign (TAC) – organizacja na rzecz leczenia osób zakażonych HIV i prewencji, profilaktyce
- Free Your Mind 2002: Football Against Racism in Europe (FARE) – ruch przeciwko rasizmowi na stadionach piłkarskich
- Free Your Mind 2003: Aung San Suu Kyi – więziona działaczka opozycji w Birmie
- Free Your Mind 2004: La Strada – fundacja przeciwko handlu kobietami
- Free Your Mind 2005: Bob Geldof – organizator koncertu Live8 i działacz ruchu o umorzenie długów krajów afrykańskich
- Free Your Mind 2006: nieprzyznana
- Free Your Mind 2007: Anton Abele – szwedzki młodzieżowy działacz przeciwko przemocy na ulicy
- Free Your Mind 2008: nieprzyznana
- Free Your Mind 2009: Michaił Gorbaczow
- Free Your Mind 2010: Shakira - za jej poświęcenie dalszej poprawy dostępu do edukacji dla wszystkich dzieci na całym świecie

## MTV Australia Awards
- Free Your Mind 2005: AusAID
- Free Your Mind 2006: Peter Garrett

## MTV Russia Music Awards
- Free Your Mind 2004: Władimir Pozner
- Free Your Mind 2005: Walerij Gazzajew
- Free Your Mind 2006: załoga żaglowca STS Kruzensztern

## MTV Romania Music Awards
- Free Your Mind 2003: Matei-Agathon Dan
- Free Your Mind 2004: McCann Erickson
- Free Your Mind 2006: Soknan Han Jung